# 山辺皇女
山辺皇女（やまのべのひめみこ）は、天智天皇の皇女、母は蘇我赤兄の娘・常陸娘。大津皇子の正妃。大津皇子とは父方のいとこであり、母方の叔母にあたる。

## 生涯
天智天皇の皇女として誕生。大津皇子の正妃となったが、朱鳥元年（686年）に皇子が謀反の意ありとして捕えられて磐余の自邸で死を賜ったのに伴い殉死した。その様子は『日本書紀』に「被髪徒跣、奔赴殉焉、見者皆歔欷（髪を振り乱して裸足で走り、殉死した。それを見た者は皆嘆き悲しんだ）」と記されている。

## 血縁
- 父：天智天皇
- 母：蘇我常陸娘（父：蘇我赤兄）
- 夫：大津皇子
  - 粟津王

子の粟津王は豊原氏の祖とされるが、その系図には矛盾点が多く、信憑性は薄いとの見方が有力である。